# Хотиницька сільська рада
Хотиницька сільська рада (біл. Хаты́ніцкі сельсавет) - адміністративно-територіальна одиниця у складі Ганцевицького району Берестейської області Білорусі. Адміністративний центр — село Хотиничі.
Створена 12 жовтня 1940 року в Ганцевицькому районі Пінської області. З 08 січня 1954 року— у Берестейській області. З 25 грудня 1962 року по 30 липня 1966 року в Ляховицькому районі.

## Населення
За переписом населення Білорусі 2009 року чисельність населення сільської ради становить 3850 осіб, з них 3799 білорусів,  10 росіян, 13 поляків,  12 українців. 

## Склад
У складі сільської ради села: Єлова, Раздяловичі, Хотиничі